# (21962) Scottsandford
(21962) Scottsandford est un astéroïde de la ceinture principale.

## Description
(21962) Scottsandford est un astéroïde de la ceinture principale. Il fut découvert le 9 novembre 1999 à la station Anderson Mesa par le programme LONEOS. Il présente une orbite caractérisée par un demi-grand axe de 2,79 UA, une excentricité de 0,17 et une inclinaison de 9,9° par rapport à l'écliptique.

## Compléments